# Гаетан Пуссен
Гаетан Пуссен (фр. Gaëtan Poussin, нар. 13 січня 1999, Ле-Ман, Франція) — французький футболіст, воротар клубу «Бордо».

## Ігрова кар'єра

### Клубна
Гаетан Пуссен починав займатися футболом у молодіжній команді клубу «Ле-Ман» зі свого рідного міста. У 2014 році він перебрався до клубної академії «Бордо». З яким у 2018 році підписав перший професійний контракт. Перший матч у турнірі Ліга 1 Пуссен провів у травні 2019 року в поєдинку проти «Кана».

### Збірна
У 2016 році у складі юнацької збірної Франції (U-17) Гаетан Пуссен взяв участь у юнацькій першості Європи, що проходила на полях Азербайджана. На турнірі воротар провів два матчі.